# Старое Крюково
Ста́рое Крю́ково — район Москвы в Зеленоградском административном округе и одноимённое внутригородское муниципальное образование. Граница района Старое Крюково проходит по оси полосы отвода Октябрьской железной дороги, далее по оси Панфиловского проспекта, оси русла реки Сходни, южной границе пруда на Сходне, оси русла Сходни, границе города Зеленограда до Октябрьской железной дороги. Район Старое Крюково до 1 января 2010 года вместе с районом Силино относился к Панфиловскому району Зеленоградского административного округа Москвы (ЗелАО).

## История

### После присоединения
Образован 2 августа 1991 года как муниципальный округ № 3. 5 июля 1995 года был преобразован в район № 3.
4 декабря 2002 года объединён с районом № 4 в Панфиловский район. В 2003 году в районе были созданы два отдельных внутригородских муниципальных образования Старое Крюково и Силино (ранее, соответственно, районы № 3 и № 4).
С 1 января 2010 года восстановлено прежнее разделение на 2 района, при этом район унаследовал имя Старое Крюково.

## Территориальное деление
- 8 и 9 микрорайоны;
- часть деревни Малино (севернее Октябрьской железной дороги);
- Южная промзона (в том числе территория Национального исследовательского университета «МИЭТ»).

## Территория и границы
Граница района Старое Крюково проходит по оси полосы отвода Октябрьской железной дороги, далее по оси Панфиловского проспекта, оси русла р.Сходни, южной границе пруда на р.Сходне, оси русла р. Сходни, границе города Зеленограда до Октябрьской железной дороги.

## Население
| 2010    | 2012    | 2013    | 2014    | 2015    | 2016    | 2017    |
| ------- | ------- | ------- | ------- | ------- | ------- | ------- |
| 28 537  | ↗28 861 | ↗28 942 | ↗29 665 | ↗29 793 | ↗30 418 | ↗30 589 |
| 2018    | 2019    | 2020    | 2021    | 2023    | 2024    |         |
| ↗30 853 | ↗31 053 | ↗31 427 | ↗31 801 | ↗33 776 | ↗37 824 |         |

### Национальный состав
По итогам переписи населения 2020 года проживали следующие национальности (национальности менее 0,1 % и другое, см. в сноске к строке «Другие»):
| Национальность | Численность, чел. | Доля     |
| -------------- | ----------------- | -------- |
| Русские        | 27 095            | 85,20 %  |
| Татары         | 164               | 0,52 %   |
| Армяне         | 140               | 0,44 %   |
| Украинцы       | 121               | 0,38 %   |
| Узбеки         | 120               | 0,38 %   |
| Азербайджанцы  | 102               | 0,32 %   |
| Таджики        | 56                | 0,18 %   |
| Грузины        | 42                | 0,13 %   |
| Белорусы       | 41                | 0,13 %   |
| Другие         | 3920              | 12,32 %  |
| Итого          | 31 801            | 100,00 % |

## Транспорт
- Внутригородские автобусные маршруты (все межрайонные, кроме № 21):
  - по Солнечной аллее (осевая улица района): № 2, 3, 8, 9, 11, 19, 21, 29, 31 и 32;
  - по Панфиловскому проспекту[24]: № 1, 4, 10, 12, 13, 15, 23 и 28.

## Парки и скверы

#### Сквер им. А.С. Пушкина
Сквер площадью 0,09 га находится в 8-м микрорайоне Зеленограда у корпуса 820. Его территория была обновлена в 2016 году в рамках городской программы «Народный парк». Центральным элементом сквера является бюст поэта А.С. Пушкина. В честь 217-й годовщины со дня рождения поэта на памятнике сделали оригинальную гравировку букв и установили новую мемориальную доску с историей появления парка в Зеленограде. В ходе благоустройства заменили плитку, бордюры, восстановили газоны и цветочные клумбы, установили новые скамейки и урны, привели в порядок декоративный фонарь. Благоустройство сквера у корпуса 820 является инвестиционным. Его провела компания «Арсенал Строй Групп». Проект благоустройства ранее согласовали депутаты муниципального округа Старое Крюково. В 2017 году замостили плиткой ведущую в сквер пешеходную дорожку в 8-м микрорайоне, вдоль которой установили скамейки и диван-качели разных моделей.

#### Пешеходная зона в 8-м микрорайоне
Пешеходная зона с качелями-коконами, идущая от Привокзальной площади к скверу им. А.С. Пушкина, была благоустроена в 2017 году. Дорожки здесь выложены бесшовной плиткой, а вдоль пешеходной зоны появились парковые диваны с навесами, качели-коконы и кресла. Скамейки на территории украшены силуэтами белочек.

#### Дендропарк
Дендропарк расположен на Южной промзоне, напротив здания бывшего «Научного Центра», на берегу Большого Городского пруда. Первоначально он создавался как коллекционный сад непрерывного цветения при активном участии кандидата сельскохозяйственных наук Марка Трохана. Здесь высажено более 70 пород деревьев и кустарников, в том числе редких для городского озеленения видов. В частности, здесь растут пихты, клёны, тополя, ивы, каштаны, ясени,  яблони разных сортов, сливы, груши и множество других растений. В летний сезон главную аллею дендропарка украшают цветники. В парке установлены парковые диваны, проложена беговая дорожка и размещены таблички с названиями деревьев. Парковая растительность привлекательна и в вечернее время благодаря специальной подсветке. Над водой вдоль берегов Большого Городского пруда проложены извилистые деревянные мостки, к которым ведут лестницы с пандусами. На находящейся неподалёку от парка плотине установлены большие качели с видом на пруд. Дендропарк был обновлен в 2019 году по программе мэра Москвы «Мой Район» вместе с Парком 40-летия Победы в Савёлках и территорией Большого Городского пруда. Здесь  демонтировали обновили дорожно-тропиночную сеть. На центральной аллее появилась брусчатка из гранита. Также после ремонта здесь можно отдохнуть на новых тематических скамейках. В сентябре 2020 года зеленоградский Дендропарк вошел в ТОП-8 красивых столичных маршрутов для пробежек по мнению «Мосприроды».

#### Площадь Колумба
Площадь в 9-м микрорайоне Зеленограда, на территории Дворца творчества детей и молодежи. Благоустроена по программе мэра Москвы «Мой Район» в 2019 году. В ходе первой очереди работ обновлен асфальт, установлена новая детская игровая площадка перед фасадом. Позади здания Дворца творчества находится площадка для стрит-воркаута с резиновым покрытием. На территории также есть стадион. Возле него обновили мини-трибуны и установили над ними навесы от непогоды. Также на территории обустроили комфортные лавочки для ожидания детей с занятий. Вторая очередь работ по благоустройству, которая должна была начаться в 2020 году, предполагала замену плиточного покрытия двора, обустройство площадки для игры в настольный теннис, а также строительство современного детского городка и ремонт зон отдыха и ожидания.

#### Природный комплекс Зеленограда
Природный комплекс Зеленограда расположен в северо-западной части Московской области, на территории Зеленоградского административного округа г. Москвы. Общая площадь территории составляет 986,46 га. В составе природного комплекса Зеленограда — Крюковский и Городской лесопарки. Городской лесопарк включает зеленые насаждения вдоль центральных улиц, цветники и газоны на главных площадях округа и в парках 40-летия Победы и «Ровесник». Крюковский лесопарк — это лесные массивы Зеленограда (площадь 869 га). В районе Старое Крюково, на водоразделе речек Сходня и Горетовка, расположен водоем Малинское верховое болото, который также входит в состав зеленоградского природного комплекса. Это водоем ледникового происхождения площадью 14,58 га.
В 2019 году по программе в районе также была воссоздана стела «Мирный атом». Она расположена на перекрестке Центрального проспекта и Солнечной аллеи, напротив Национального исследовательского университета «Московский институт электронной техники». Конструкция выполнена из кислотостойкой нержавеющей стали AISI 304. Золотистый оттенок некоторых элементов получен в результате покрытия их нитридом титана гальваническим путем. Несущие компоненты изготовлены из стали толщиной 11 мм.
Территорию вокруг памятника также благоустроили: установили цветники и обновили приборы наружного освещения.

## Культура и досуг
- Зеленоградский дворец творчества детей и молодежи.